# Lagenocarpus sabanensis
Lagenocarpus sabanensis är en halvgräsart som beskrevs av Charles Louis Gilly. Lagenocarpus sabanensis ingår i släktet Lagenocarpus och familjen halvgräs. Inga underarter finns listade i Catalogue of Life.